# الخط الزمني للحرب الأهلية السورية (يناير–أبريل 2018)
فيما يلي الخط الزمني للحرب الأهلية السورية من كانون الثاني/يناير إلى نيسان/أبريل 2018. (لمعرفة عدد الضحايا يُمكنك مُطالعة مقالة ضحايا الحرب الأهلية السورية)

## كانون الثاني/يناير 2018

### 1 كانون الثاني/يناير
- مقاتلي المعارضة يُجددون هجومهم على القوات البرية العربية السورية وذلك من خلال استهدافهم بسيارة مُفخخة بقاعدة في شمال شرق ضواحي دمشق.[1]

### 2 كانون الثاني/يناير
- الجيش السوري وحزب الله والميليشيات المدعومة من قبل إيران يٌسيطرون على منطقة بيت جن بما في ذلك قمم التلال في الغوطة الغربية.[2]
- الجيش السوري يبسط سيطرته على سبع قرى في جنوب محافظة إدلب بمساعدة من حزب الله.[3][4]
- الجيش السوري يشن هجوما مضادا «ضخما» ضد قوات الثوار في حرستا في الغوطة الشرقية.[5][6]

### 3 كانون الثاني/يناير
- محاولة هيئة تحرير الشام كسر ودجر الجيش السوري في جنوب محافظة حماة.[7]
- الجيش السوري يتمكن من اغتيال قائد مهم في حركة أحرار الشام الإسلامية في جنوب إدلب (حسب رواية الحيش السوري دائما).[8]

### 11 كانون الثاني/يناير
- الجيش السوري يتمكن من السيطرة على 34 قرية بما في ذلك أم ميال،[9] وذلك بعدما تقدم إلى الجنوب من مدينة حلب باتجاه قاعدة أبو الظهور الجوية العسكرية ثم وصل في وقت لاحق إلى مسافة حوالي 6 كم من قواته في الريف الشرقي في إدلب.[10]

### 20 كانون الثاني/يناير
- الرئيس التركي رجب طيب أردوغان يُعلن عن بداية عملية عسكرية جديدة لتطهير الأكراد و«الإرهابيين» في كل من عفرين ومنبج من منطقة الإدارة الذاتية في شمال سوريا،[11] لتكون بذلك هذه العملية هي أول عملية عسكرية من قبل تركيا في سوريا منذ عملية درع الفرات.
- الجيش السوري يتمكن من بسط سيطرته على قاعدة أبو الظهور الجوية في محافظة إدلب.[12]

### 22 كانون الثاني/يناير
- في إطار عملية عفرين: القوات التركية (القوات المسلحة التركية والجيش السوري الحر الذي تدعمه تركيا ثم الحلفاء) تُعلن سيطرتها على سبع قُرى في الحدود السورية-التركية، على الرغم من إعلان وحدات حماية الشعب عن استعادة اثنين منهم.[13]

### 27 كانون الثاني/يناير
- هجوم عفرين: تدخل تركيا في سوريا من خلال عملية عفرين يدخل أسبوعه الثاني، ووزير الخارجية التركي مولود جاووش أوغلو يحث الولايات المتحدة على الانسحاب فورا من الحدود من خلال سحب موظفيها العسكريين من منبج في شمال سوريا والمحتجزين حاليا من قبل الأكراد.[14]

## شباط / فبراير 2018

### 1 شباط/فبراير
- الجيش السوري الحر يستولي على قُرى آل فخار، آل تل جنة، أم الكرامل من الفصائل «المتمردة» في جنوب حلب.[15]
- طرد مُقاتلي داعش مع منطقة أبو الخنادق في شمال شرق حماة.

### 3 شباط/فبراير
- إسقاط طائرة مقاتلة من طراز سوخوي سو-25 تابعة للقوات الجوية الروسية من قبل نظام الدفاع الجوي المحمول وذلك أثناء إجرائها لطلعات جوية في محافظة إدلب، وكانت الطائرة في السابق تقوم بتنفيذ هجمات على منطقتي معصران ومعرة النعمان. ووفقا للتقارير الواردة من مقر المرصد السوري لحقوق الإنسان في لندن فإن الطيار قفز بأمان عبر المظلة ولكنه قُتل بعد تبادل لإطلاق النار مع مسلحين بعد نزوله على الأرض في مشارف مدينة سراقب. وكان الكرملين قد حمل المقاومة السورية مسؤولية الهجوم على الطائرة الحربية الروسية وقتل رُبانها،[5][16] وردا على ذلك، فإن وزارة دفاع الاتحاد الروسي أغارت بشكل مكثف على موقع الحادث مما تسبب في قتل عدد كبير من المدنيين في الأربع أيام الموالية من الحادث.[17]
- هجوم عفرين: القوات السورية المدعومة من القوات التركية تشتبك مع قوات وحدات الحماية الشعب في كل من راجو وبلبل.
- ردا على استمرار حملة شمال غرب سوريا، أعلن مجموعة من «الثوار» عن تشكيل غرفة عمليات موحدة («هزيمة الغزاة») لمواجهة الجيش السوري وحلفائه، وضمت غرفة العمليات الموحدة العديد من الفصائل المسلحة من بينها حركة أحرار الشام، جيش إدلب الحر، فيلق الشام، حركة نور الدين الزنكي، جيش العزة، جيش النخبة وجيش النصر بالإضافة إلى فصائل ثانوية أخرى.[18]

### 5 شباط/فبراير
- قوات المعارضة السورية تستعيد عدة مناطق من بينها آل صفاف، أبو الخير، أبو خنادق، موقع الكبر، تل شور، آل مكفر وخربة أم رجوم من داعش في شمال شرق حماة.[19]

### 7 شباط/فبراير
- الجيش السوري يستولي (أو يستعيد) 76 بلدة وقرية من تنظيم والقوات المتمردة في محافظة إدلب، فيما قام تنظيم الدولة بالهجوم على بعض قوات المقاومة السورية.[20]
- وفقا للمصادر العسكرية الأمريكية فإن القوات السورية الموالية للحكومة بدأت هجوما ضد قوات سوريا الديمقراطية المدعومة من قبل أمريكا في إقليم شرق دير الزور بالقرب من حقل نفط كبير هناك، مما دفع بالولايات المتحدة بقيادة قوة المهام المشتركة – عملية العزم الصلب بإجراء ضربات جوية ضد القوات الموالية للحكومة؛[21] وقد تسببت هذه العملية في مقتل أكثر من 100 من المقاتلين الموالين للحكومة وإصابة 500 جندي آخر كانوا قد شاركوا في الهجوم، ولم يُعلن عن أي إصابة أي أميركي خلال الاشتباك.[22][23] وكانت العملية قد سببت توترا ما بين سوريا وأمريكا؛ حيث صرحت المتحدثة باسم وزارة الخارجية الأمريكية دانا وايت في مؤتمر صحفي في البنتاغون قائلة: «الولايات المتحدة الأمريكية لا تبحث عن صراع مع النظام السوري.[24]» أما مصادر الجيش السوري فقد أكدت على أن عدد القتلى خلال الضربات الجوية تراوح ما بين 25-30، ومن بينهم مدنيين من وادي نهر الفرات فيما نفت أمريكا ذلك.[25]

### 10 شباط/فبراير
- الدفاع الجوي السوري يُسقط طائرة تابعة للقوات الجوية الإسرائيلية من طراز إف-16 بعد اختراقها للأجواء السورية وتنفيذ ضربات على أراضي هذه الأخيرة؛ لكن الطائرة سقطت في شمال إسرائيل وهبط طياريها بسلام حيث لم تُسفر عن أي وفاة باستثناء بعض الإصابات البليغة التي تعرض لها أحد الطيارين.[26]
- هجوم عفرين: قوات سوريا الديموقراطية تتمكن من إسقاط مروحية تُركية في جنوب عفرين.[27][28]
- القوات السورية المدعومة من الجيش التركي تتمكن من السيطرة على قريتين تابعتين لقوات سوريا الديموقراطية في عفرين.

### 11 شباط / فبراير
- هجوم عفرين: القوات السورية المدعومة من تركيا تُسيطر على العديد من القرى التابعة لوحدات حماية الشعب الكوردي ولعل أبرزها قرى الحاج اسكندر، سارانجيك، تل الظل، والجبل.[29]
- القوات السورية الموالية للحكومة تؤكد فقدان 20 من مقاتليها في الاشتباكات الأخيرة مع التحالف الذي تقوده الولايات المتحدة وقوات سوريا الديموقراطية في شرق دير الزور، وتُعلن في نفس الوقت أن الأكراد وقوات التحالف باتوا أعداءً لها في هذا الصراع.[6][7]

### 12 شباط/فبراير
- الجيش التركي يدعي قتل أزيد من 1369 مسلحاً منذ بدء عملية «غصن الزيتون» في سوريا.[30]
- داعش تستولي على ثلاث قُرى بعد اشتباكات مع الجيش السوري الحر.
- هيئة تحرير الشام تُطالب داعش بتسليهما أربع مُقاتلين كانوا قد سقطوا خلال الاشتباكات في أم القيوين.
- الجيش الإسرائيلي يدعي أن نصف أنظمة الدفاع الجوية السورية قد تم تدميرها خلال العملية الانتقامية الجوية التي جاءت كرد على إسقاط طائرة إف-16 تابعة له بتاريخ 10 شباط/فبراير 2018.[31]

### 13 شباط/فبراير
- رئيس دولة فرنسا ماكرون يؤكد أن قواته الجوية ستوجه ضربات إلى قوات النظام السوري إذا ظهرت أدلة على استخدامه أسلحة كيميائية في سوريا.

### 14 شباط/فبراير
- وكالة الأنباء السورية تُؤكد على أن الدفاعات الجوية السورية تصدت لطائرات استطلاع إسرائيلية جنوب سوريا.

### 19 شباط/فبراير
- النظام السوري يُعلن رسمياً أنه سيقوم باقتحام مدينة عفرين قصد مُواجهة الجيش التُركي وحلفائه.[32]

### 20 شباط/فبراير
- هجوم عفرين: القوات التركية تقصف عفرين مع وصول القوات الشعبية المؤيدة للنظام السوري إلى المنطقة.

### 21 شباط/فبراير
- وفاة أزيد من 70 شخصا معظمهم من المدنيين خلال غارات مكثفة شنها النظام السوري بمساعدة من الطارئات الروسية على الغوطة الشرقية.

### 22 شباط/فبراير
- منظمة أطباء بلا حدود تؤكد أن القصف على الغوطة دمر 13 مستشفى وعيادة تابعة للمنظمة خلال 3 أيام فقط.

### 23 شباط/فبراير
- مولود جاويش أوغلو يُطالب روسيا وإيران وقف انتهاكات الحكومة السورية في الغوطة الشرقية.
- القوات التابعة للنظام السوري تقصد مدينة دوما في الغوطة بالقنابل العنقودية المحرمة دوليا

### 24 شباط/فبراير
- وفاة 41 شخصا بينهم مدنيين بعد سلسلة غارات نفذها طيران النظام السوري وروسيا على الغوطة الشرقية في سوريا.
- المعارضة المسلحة تقصف مطار الضمير العسكري قرب الغوطة الشرقية.
- الدفاع المدني السوري يُصرح بأن الطائرات الروسية أغارت بمادة الفوسفور على بلدة الشفونية في الغوطة الشرقية.
- مجلس الأمن يوافق بالإجماع على مشروع القرار بشأن الهدنة في سوريا لمدة شهر كامل بعد تعديلات طرأت على مضمونه.
- طائرات النظام السوري تقصف مجددا الغوطة الشرقية رغم قرار مجلس الأمن بشأن الهدنة في سوريا.